# Éducation au Ghana
L'éducation au Ghana, ou système éducatif ghanéen, concerne l'ensemble des institutions publiques et privées du Ghana, ayant pour fonction d'assurer et de développer l'éducation sur l'ensemble de son territoire.
Selon l'Article 25 (a) de la Constitution de 1992, ainsi que l'Education Act (2008) le système scolaire républicain ghanéen est en majorité public, laïc, gratuit et il est obligatoire de l'âge de 6 ans jusqu'à 15 ans. L'année académique court de septembre à fin juin.

## Historique
Il existe très peu de sources sur l'éducation majoritairement orale dans ce qui est actuellement le territoire du Ghana avant la période appelée Côte-de-l'Or britannique.
La période de l'Empire du Ghana (VIe-XIIe siècle) – bien plus au nord que l'actuel Ghana – a une certaine influence sur l'intérieur des terres et la période connaît un gain dans l'accès de certaines classes de la population à une éducation orale. Cette éducation se limitait vraisemblablement aux notions administratives et de gestion des biens et commerces des plus riches propriétaires ainsi qu'aux notions culturelles et cultuelles. Il décline à partir de la conquête islamique.
Comme ailleurs sur la côte Atlantique africaine, à partir du XVe siècle, deux phénomènes historiques se produisent qui influencent l'apprentissage et l'éducation sur le futur territoire de la Côte-de-l'Or : le contact avec les marchands et évangélisateurs portugais (par la mer) et l'influence de l'islam par l'intérieur des terres.

### Période coloniale

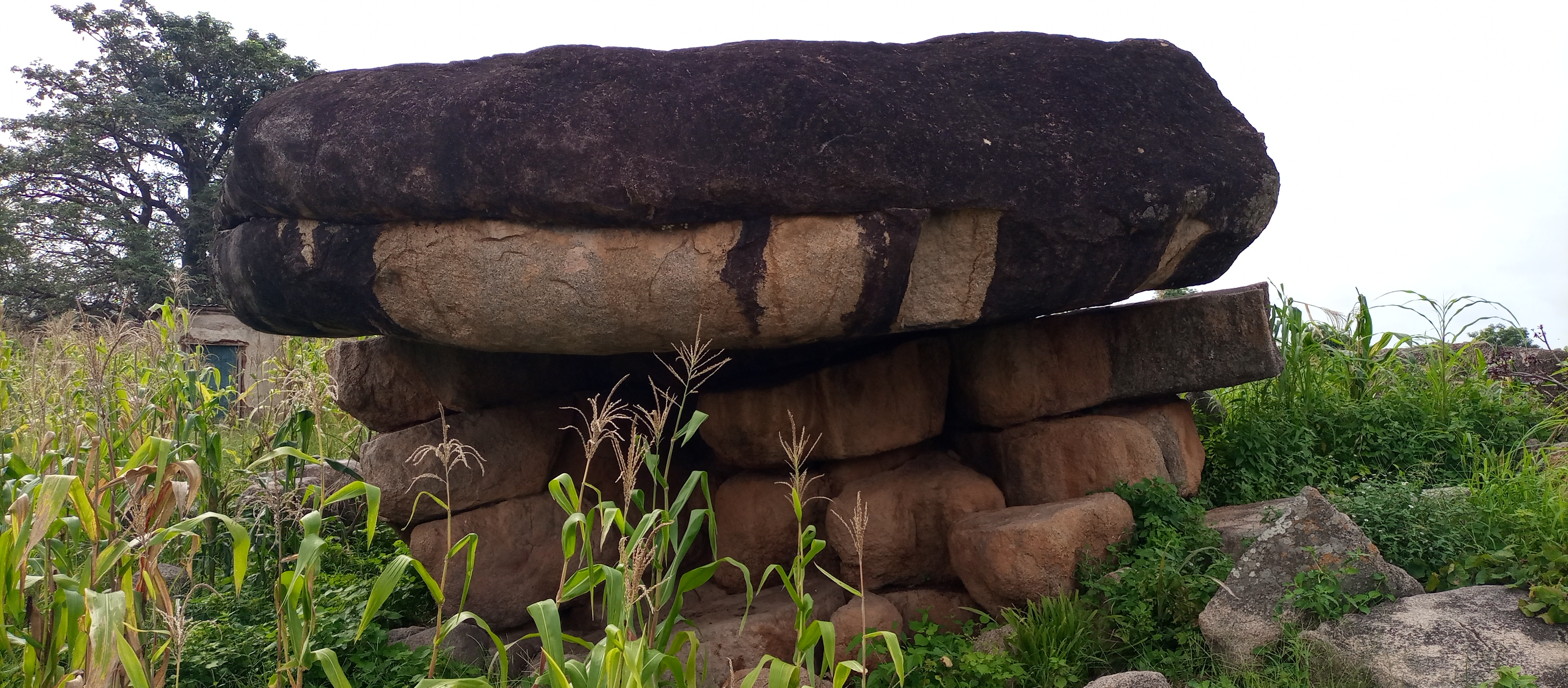
À Tengzug, «cuisine» de la première école du village ; les plats étaient faits quotidiennement par des femmes locales, à base de sorghum, pour encourager l'assiduité des élèves.

Une missive impériale portugaise de 1529 instruit le gouverneur portugais du fort d'Elmina d'enseigner la lecture, l'écriture et la catéchèse à la population. Les «Castle Schools» («écoles des forts») les plus connues de la Côte-de-l'Or comprenaient une école gérée par les Danois au Fort Osu – anciennement connu sous le nom de Fort Christianborg –, une école néerlandaise au fort d'Elmina et une école britannique au fort de Cape Coast. En ces temps de marchands, la devise inspirant l'éducation de la Côte de l'Or était : «Faire marcher la civilisation de pair avec l'évangélisation».
Ces premières «classes» étaient principalement destinées à l'élite marchande et administrative.
À partir du XVIIe siècle, sur la côte, c'est l'Empire ashanti qui règne, avec une société où la matrilinéarité est centrale. L'enseignement y est toujours très majoritairement oral.
En 1765, le prêtre local Philip Quaque crée une école dans sa maison de Cape Coast, qui devint par la suite la première école élémentaire formelle du Ghana. L'école Philip Quaque Boys School produisit plusieurs diplômés remarquables tels que l'ancien président du Parlement, Ebenezer Begyina Sekyi Hughes, l'ancien chef de cabinet Nana Ato Dadzie, ou encore Oguaa Omanhen et Osabarima Kwesi Atta II. La devise de l'école, écrite en dialecte Fante, était : Nyansa ahyese ne Nyamesuro, ce qui se traduit par «La crainte du Seigneur est le commencement de la sagesse».

### XIXe siècle
Le XIXe siècle voit l'influence de l'Angleterre et de ses missionnaires augmenter. L'arrivée de nouvelles missions dans le pays s'accompagne d'une explosion du nombre d'écoles missionnaires dans le sud du Ghana. Les missionnaires wesleyens et bâlois créent des écoles à Cape Coast, Accra, Anomabu, Dixcove, Akropong et le long de la côte entre les années 1830 et 1850. Néanmoins, cette éducation est encore réservée à une petite élite que l'Angleterre souhaite former selon ses propres valeurs ; par exemple, en 1831, deux princes ashanti - Owusu Kwantabisa, fils d'Osei Yaw Akoto, et Owusu Ansah, fils d'Osei Bonsu - sont envoyés à l'école de Cape Coast Castle pour y être éduqués aux frais du capitaine George Maclean, alors gouverneur de la Gold Coast. Dans les années 1840, des missionnaires wesleyens s'installent à Kumasi pour y établir des écoles missionnaires.

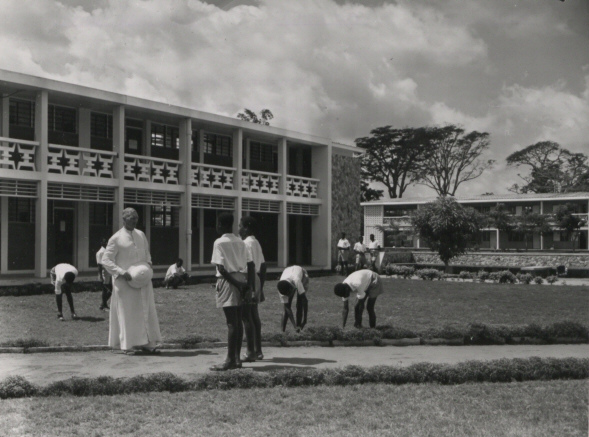
Écoliers et missionnaire à l'école secondaire pour garçons Opoku Ware de Kumasi, dans la province d'Ashanti. Internat créé en 1952.

Au tournant du XXe siècle, la Grande-Bretagne affirme son influence sur la quasi-totalité des territoires ghanéens. L'établissement de la Côte-de-l'Or britannique en 1874 renforce cette emprise, avec un nombre croissant d'écoles missionnaires et de sociétés marchandes, les missions «Wesleyennes» et «Bâloises» étant les plus importantes et actives. La mission Wesleyenne tend à rester sur les côtes et dans les villes principales, établissant alors l'anglais comme langue d'enseignement et de communication. Avec le soutien du gouvernement britannique, ces missions protestantes prospèrent dans un système décentralisé, dépourvu de modèle pédagogique unique. Les missions restent la principale source d'éducation formelle jusqu'à l'indépendance (1957). Sous le régime colonial, l'éducation formelle demeure le privilège d'une minorité anglaise ou alliée à l'Angleterre, choisie pour gouverner et administrer.

### Depuis 1957
Depuis l'indépendance et la création de la République du Ghana, la vision du premier président, Dr. Kwame Nkrumah, est fondatrice du nouveau système éducatif ghanéen. Le développement plus universel de l'éducation devait essentiellement permettre d'atteindre trois objectifs : premièrement, il devait être utilisé comme un outil pour produire une population scientifiquement lettrée ; deuxièmement, il devait s'attaquer aux causes de la faible productivité industrielle dans le pays ; et troisièmement, ce système devait produire des connaissances permettant d'exploiter tout le potentiel économique du Ghana.
Les investissements furent alors divisés dans l'ensemble du système éducatif, du primaire au supérieur, afin de répondre à ces objectifs. Cette approche du développement de l'éducation contraste avec ce qui s'est passé par la suite, en particulier dans les années 1980, lorsque les réformes de l'éducation sous l'influence internationale se sont concentrées presque exclusivement sur l'enseignement primaire.
La chute de Nkrumah en 1966 fut suivie de vives critiques à l'égard de l'expansion du système éducatif au détriment de sa qualité. Malgré l'augmentation rapide des infrastructures scolaires, les inscriptions diminuèrent progressivement jusqu'en 1973. 1974 fut marquée par des tentatives de réformes. À la suite du rapport de la commission Dozbo, ces réformes poursuivent deux objectifs : réduire la durée de l'enseignement «pré-universitaire» (création d'un vrai système d'écoles primaires, secondaires et supérieures) et modifier les programmes pour diffuser des leçons plus unifiées et pratiques au primaire.
Ces réformes ne seront que partiellement mises en œuvre en raison de limitations financières et de l'instabilité politique. La situation économique du pays s'aggrava au début des années 1980. Souffrant d'une récession économique, le pays n'a pas réussi à résoudre son déficit d'enseignants, à entretenir les infrastructures scolaires et à convaincre les parents d'envoyer leurs enfants à l'école publique plutôt qu'au travail. Le taux brut de scolarisation (TBS) chuta fortement durant cette décennie, tombant sous la barre des 70 % en 1985.

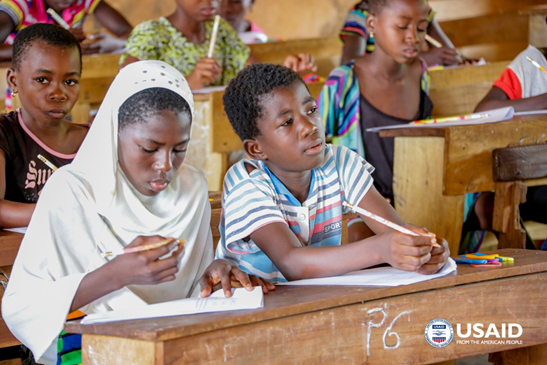
USAID in Ghana Education (32832031771)

Le coup d'État militaire de Jerry Rawlings en 1981 est suivi d'une période de relative stabilité politique et ouvre la voie à un soutien international plus large ; s'ensuivent quelques réformes d'importance. La loi sur l'éducation de 1987 vise à concrétiser les mesures du comité Dozbo de 1974 : une campagne nationale d'alphabétisation est lancée, la durée de l'enseignement pré-universitaire est réduite de 17 à 12 ans et l'enseignement professionnel fait son apparition dès le collège et la scolarisation est rendue obligatoire de 6 à 14 ans inclus.
Cette réforme réussit à imposer une nouvelle structure éducative, à augmenter le nombre d'inscriptions et le nombre d'écoles, mais la promesse d'un accès universel à l'éducation de base n'est pas tenue pour autant. Dans leur ensemble, les programmes professionnels sont également considérés comme un échec.
Le retour à l'ordre constitutionnel en 1992, toujours sous le gouvernement Rawlings, donne un nouvel élan aux réformes du système éducatif en réaffirmant le devoir de l'État de fournir une éducation fondamentale gratuite et obligatoire pour tous. La loi sur la décentralisation des pouvoirs (1993) amorce aussi une décentralisation de l'administration, en transférant notamment certaines prérogatives scolaires aux assemblées de districts.

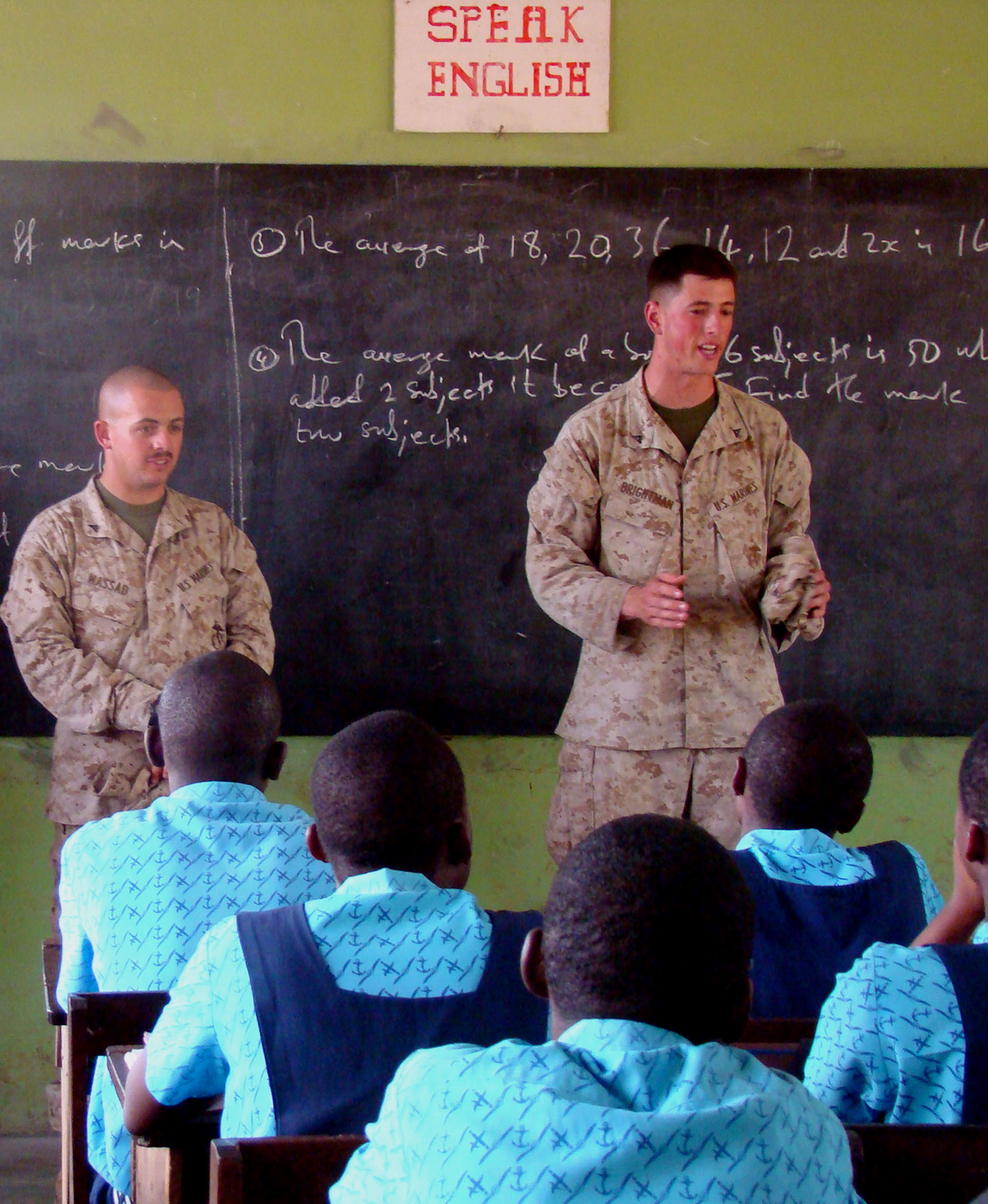
Des militaires américains partagent leur expérience aux élèves de l'école de la base aérienne d'Accra (2007).

L'éducation publique gratuite, obligatoire et universelle (appelé « FCUBE » dans les années 1990) a fourni un plan d'action pour la période 1996-2005, axé sur la réduction de l'écart de scolarisation entre les sexes au, sur l'amélioration du matériel pédagogique et sur l'amélioration des conditions de vie (notamment salariales) des enseignants.
En 2006, vient la création du Conseil pour l'enseignement et la formation technique et professionnelle, ainsi que la création du Conseil national d'accréditation en 2007, introduisant une accréditation nationale pour tous les établissements d'enseignement supérieur. En 2007-2008, deux années de maternelle («kindergarten ») ont été ajoutées au « FCUBE » (qui s'étend désormais de 4 à 14 ans).
|                         | 1968 (secteur public) | 1988   | 2001      | 2007      | 2012      |
| ----------------------- | --------------------- | ------ | --------- | --------- | --------- |
| Élèves                  | 1,397,026             | x      | 4,154,374 | 5,024,944 | 7,465,208 |
| Professeurs             | 47,880                | 97,920 | 155,879   | 229,144   | 268,619   |
| Établissements (nombre) | x                     | x      | 32,501    | 46,610    | 56,919    |

## Structure

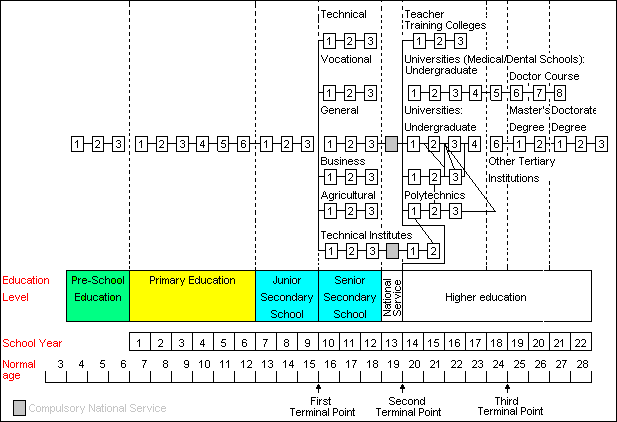
Structure éducative au Ghana, du pré-primaire à la 8e année universitaire.

Globalement, son système éducatif est basé sur le système éducatif britannique, mais a subi de nombreuses modifications depuis deux cents ans.
Le cursus primaire (Basic Education) dure 6 ans et le collège (Junior High School) fait 3 ans. Le BECE, Basic Education Certificate Examination sanctionne ce premier cycle de scolarité.
Il y a ensuite 3 ans de Junior High School (équivalent du collège dans la plupart des systèmes francophones), puis 3 ans de lycée (Senior High School) dont la scolarité est en principe gratuite depuis 2017 et qui se termine par l’examen du WASSCE (West African Senior School Certificate Examination).
À la fin de ces études secondaires (WASSCE) – commun aux pays anglophones d’Afrique de l’Ouest – les élèves peuvent candidatent pour la rentrée universitaire. En 2019, environ 50 % des candidats étaient admis à poursuivre dans l'enseignement supérieur public. Les autres peuvent s'inscrire dans les instituts polytechniques, dans les Colleges of Education ou dans des universités privées.
Le niveau licence (Bachelor of Arts, «BA», ou Bachelor of Science, «BSc» selon les disciplines) s'effectue en 4 ans, avec une année à l’étranger (Year Abroad) pour les cursus de langues. À la fin du Bachelor et avant d’entreprendre un master, les étudiants ghanéens doivent effectuer une année de service national (service civique obligatoire) dans une institution publique ou privée.
La maîtrise (Master) se fait en un an pour le «MA/MSc», avec une 2ème année consacrée à un projet de recherche pour le MPhil (possiblement une passerelle pour le doctorat). Le doctorat («PhD») se fait en trois ans.
Les universités techniques, proposent des formations professionnelles en 3 ans, menant à un «HND» (Higher National Diploma, diplôme spécialisé national). Ce HND peut ensuite être complété par un cursus de 18 mois sanctionné par un Bachelor of Technology («Btech», correspondant à une licence professionnelle dans les systèmes francophones).

## Préscolaire

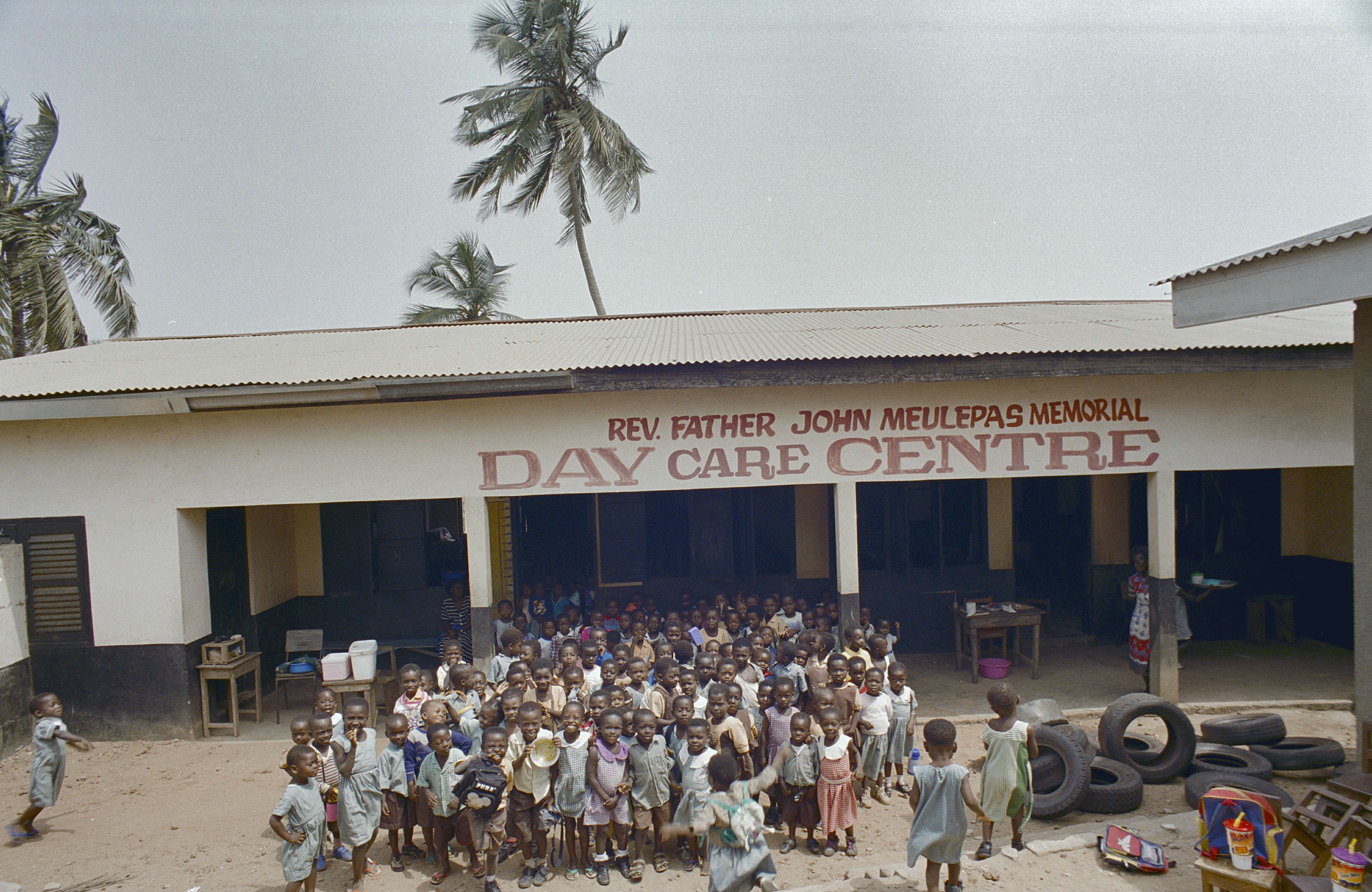
Le Centre de garde préscolaire de la Mission Saint-Joseph d'Elmina en 2000.

Le préscolaire connait un engouement particulier dans le pays avec quasiment 75% des enfants éligibles (4-5ans) effectivement inscrits dans un programme préscolaire (parfois appelé localement « kindergarden »).
Ce niveau développe en principe des bases de l'apprentissage dans : l'hygiène et les activités physiques, la sociabilisation, la créativité, le langage, la logique, les premières bases mathématiques ou numéraires, les sciences et le développement moral. Il est à noter que la mise en place des standards « ELDS » (Early Learning and Development Standards : Standards d'apprentissage et de développement) en 2004, assisté par l'UNICEF, a permis de donner un premier cadre uniforme à travers le pays et une base de travail fiable pour les enseignants et les personnels d'assistance.

## Enseignement primaire
Selon la Banque mondiale, le taux d'inscription (net) en CP (garçons et filles) est de l'ordre de 38%, selon les années. Sur ces inscrits, on observe des taux de 82% d'achèvement du cycle primaire (garçons-filles) en 2017 – avec de grandes variations statistiques depuis le pic de 92% en 1975. Ce qui laissait, dans les années 2010, plus de 620 000 élèves hors du système scolaire primaire dans tout le pays.
Malgré le volontarisme des gouvernements successifs, près de 20% des élèves fréquentaient un établissement privé au niveau primaire en 2018. Ce qui démontre un volonté gouvernementale de privatiser une partie de ce secteur public (près d'un tiers des établissements de petite enfance et du primaire sont privés au Ghana) et d'accroître un peu plus les inégalités d'accès à l'éducation. Il n'existe, par ailleurs, aucune réglementation officielle pour l'évaluation ou le contrôle de ces institutions privées.
De plus, le «Programme de partenariat scolaire» – lancé en 2019 – prévoyait de confier la gestion d’une centaine d’écoles maternelles, primaires et secondaires de premier cycle, dans les régions Ashanti, Nord, Centre et Grand Accra, à des organisations privées, financées par des prêts et des subventions alloués par la Banque mondiale et le Partenariat mondial pour l’éducation. Ce « projet pilote » a été élargi et institutionnalisé à terme.

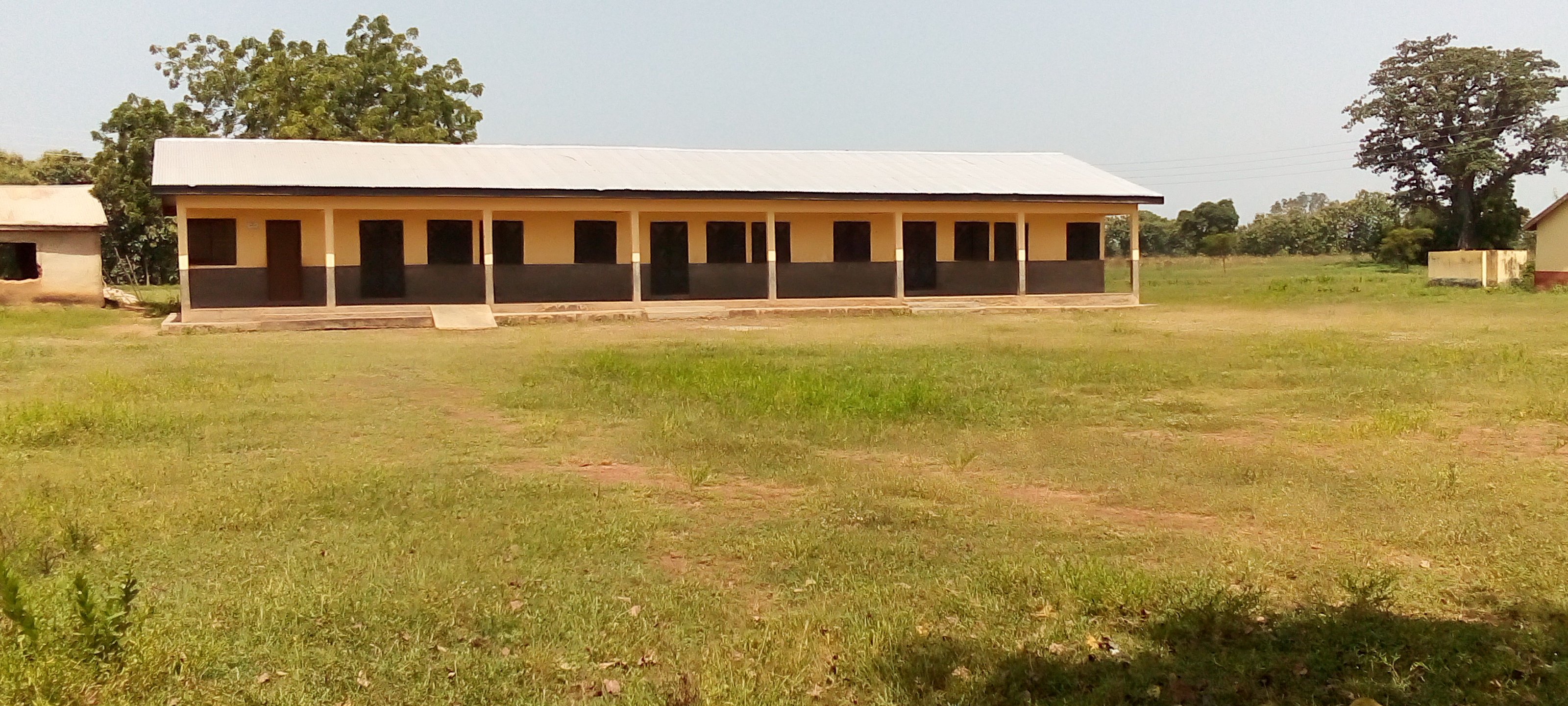
Photo d'un bâtiment-type d'école primaire, à Nyerizegu, district de Kumbungu.
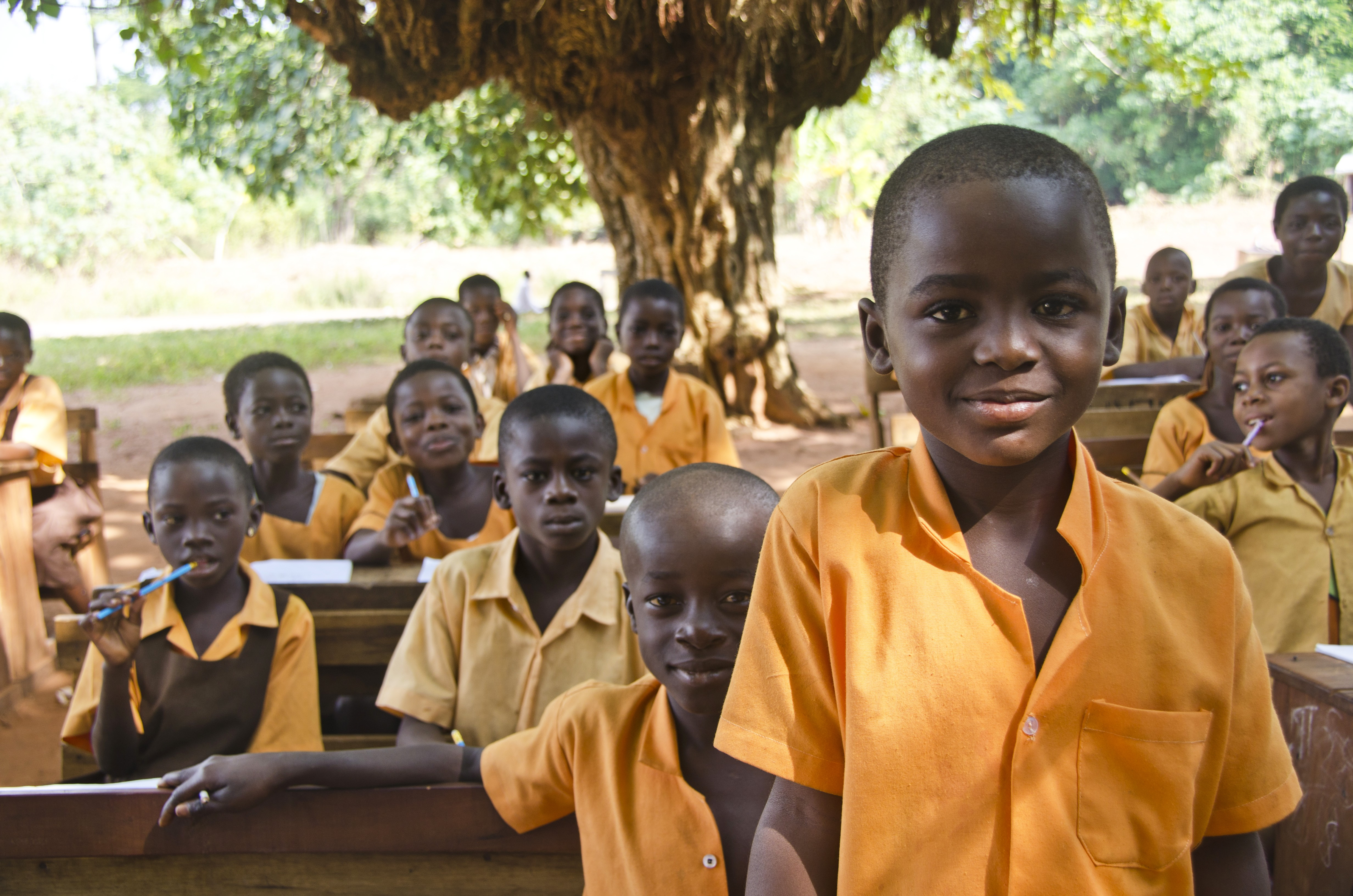
Jusqu'aux années 2010, près de 3000 écoles «sous les arbres» existaient, principalement dans les campagnes au centre et au nord du pays. Elles ont peu à peu été remplacées par des bâtiments en dur ; il en resterait – en 2023 – encore quelques dizaines dans différentes régions.
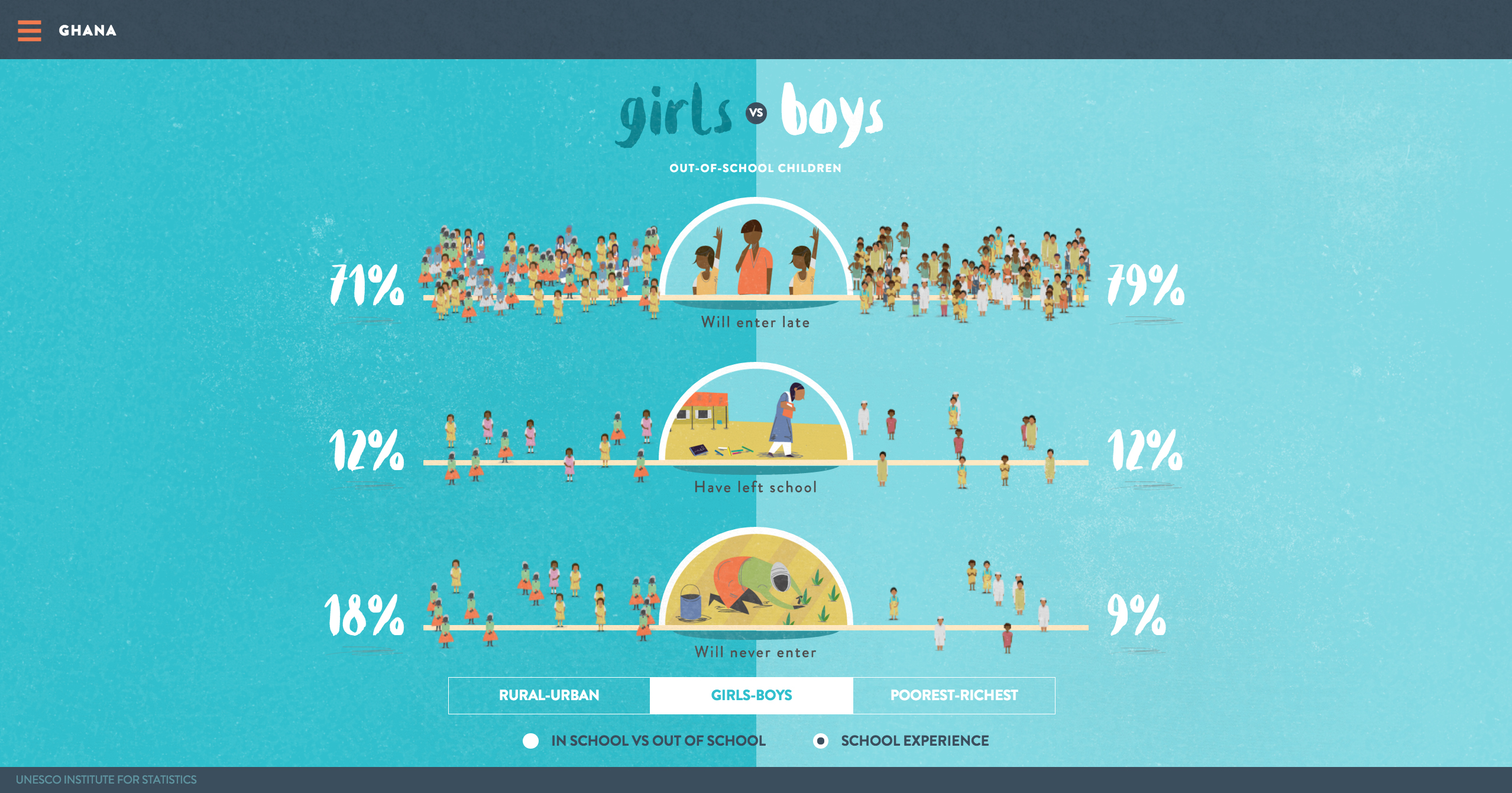
Statistiques d'entrées ou de non-inscription au primaire, par sexe (2015).

## Enseignement secondaire
Depuis la gratuité et l'universalité de l'enseignement public en 2015, l'enseignement secondaire a vu à la fois ses effectifs d'élèves grimper (+90 000 durant la première année d'application) mais aussi ses besoins exploser, sans forcément disposer d'un budget en adéquation. Ainsi, selon l'ONG Internationale de l'éducation (basée à Bruxelles, Belgique) l'enseignement privé, déjà présent historiquement, se développe plus intensément depuis et principalement dans et autour des centres urbains majeurs. Cette situation est porteuse, à terme, d'une augmentation des inégalités d'accès à l'éducation, tout en encourageant la privatisation de services publics.
Malgré des progrès certains depuis le début du XXIe siècle, l'accès à l'enseignement secondaire au Ghana ne représentait que 59% des enfants en âge d'être scolarisés en 2018.
La réforme de l'enseignement secondaire introduisit le cursus de la Senior High School en 2007, sans changer fondamentalement la durée d'études de ce cycle.

## Enseignement supérieur et universitaire
De nombreuses universités et instituts d'enseignement supérieur existent à travers le pays, qui dispose d'un maillage respectable d'établissements. Néanmoins les services et cursus disponibles d'un établissement à l'autre sont très variables et parfois limités. Ce secteur est actuellement (2023) encore en plein développement, tant dans l'enseignement public que dans le secteur privé.

### Universités publiques
- À Accra :
  - Université du Ghana
  - University of Professional Studies (en)
  - Université technique d'Accra
  - Université technologique du Ghana
  - Regional Maritime University (en)
  - Consular & Diplomatic Service University (CDSU)

- À Cape Coast
  - Université de Cape Coast
  - Cape Coast Technical University (en)
- À Koforidua
  - Koforidua Technical University (en)
- À Kumasi :
  - Université des sciences et technologies Kwame-Nkrumah
  - Kumasi Technical University (en) (Université technique de Kumasi)
  - Akenten Appiah Menkah University of Skills Training and Entrepreneurial Development, Kumasi
- À Sunyani
  - Université de l'énergie et des ressources naturelles
- À Wa
  - Simon Diedong Dombo University for Business and Integrated Development Studies
  - Wa Technical University (en)
- À Winneba
  - Université de l'éducation de Winneba

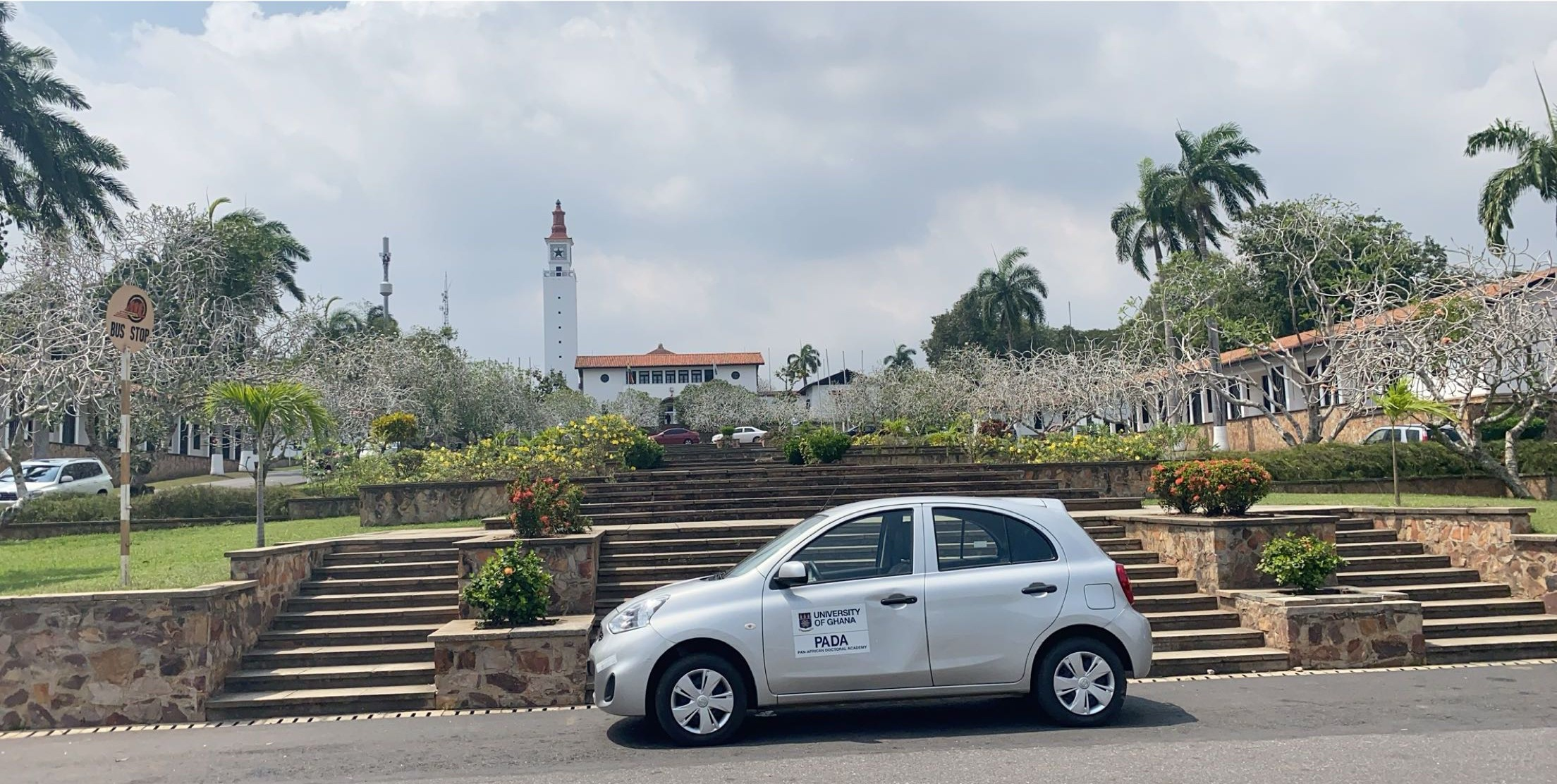
Accès à l'Auditorium de l'Université du Ghana (Accra)
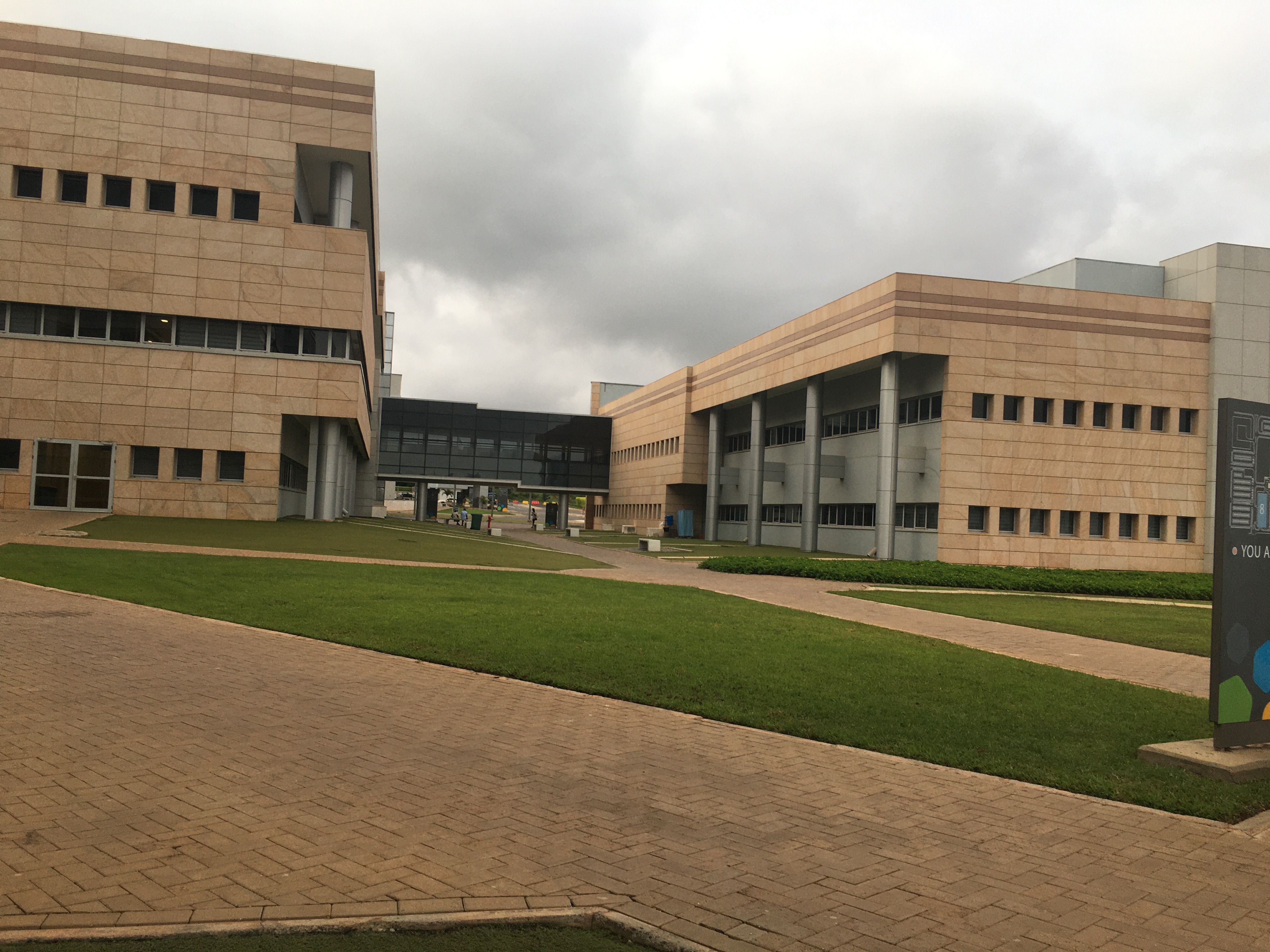
Centre hospitalier de l'Université du Ghana (Accra)
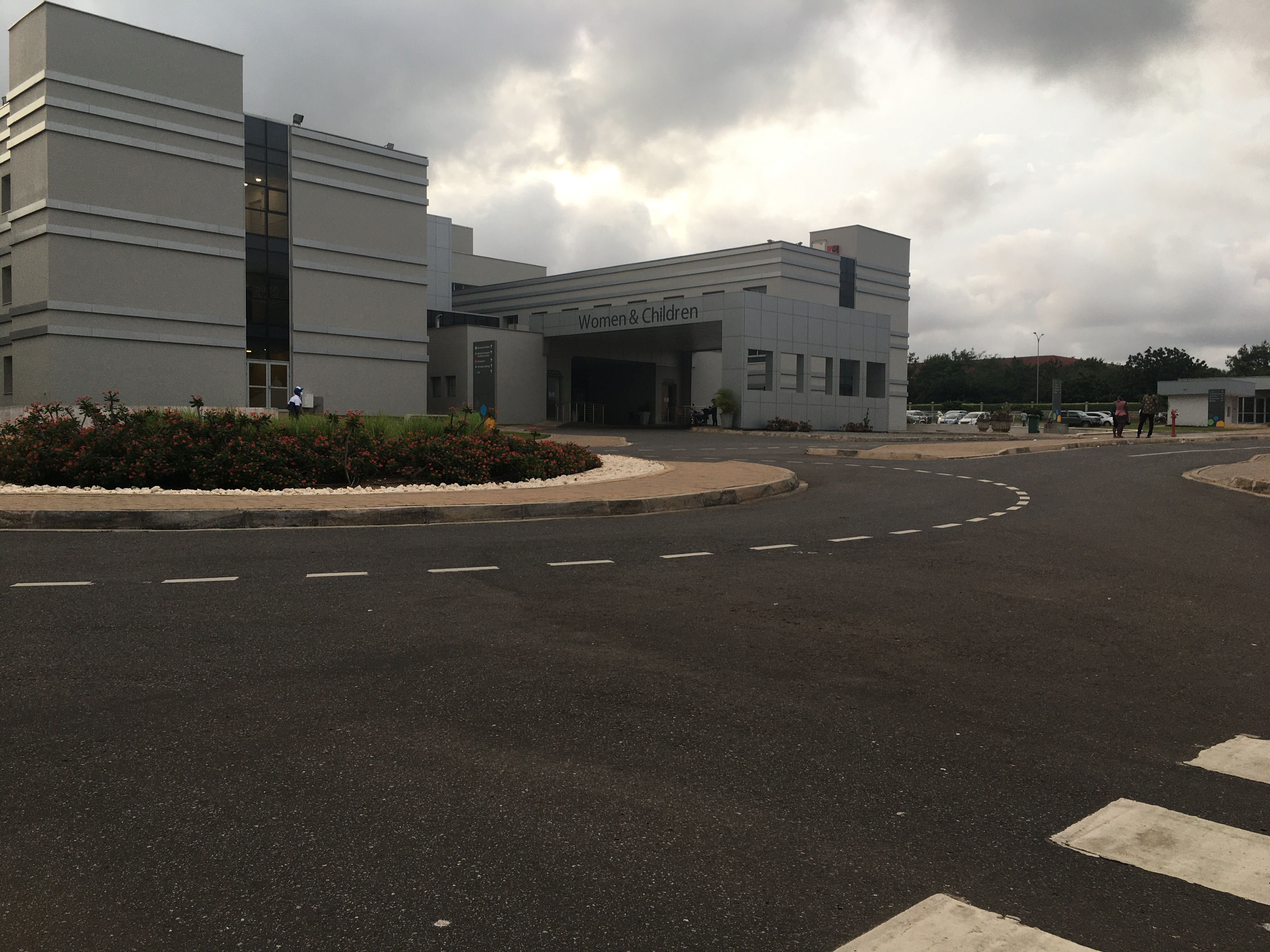
CHU (femmes et enfants) de l'Université du Ghana à Accra
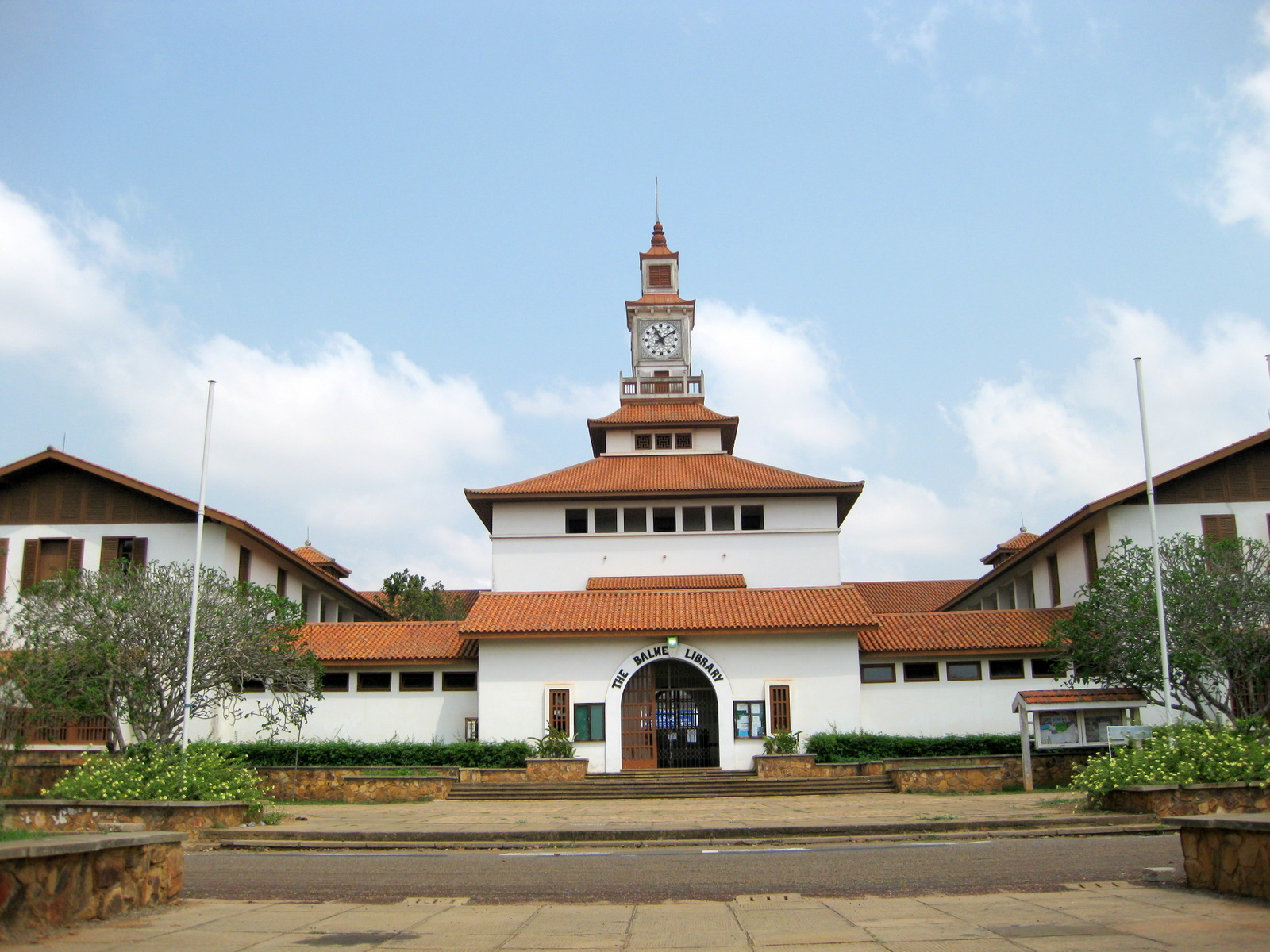
La bibliothèque universitaire Balme, Accra
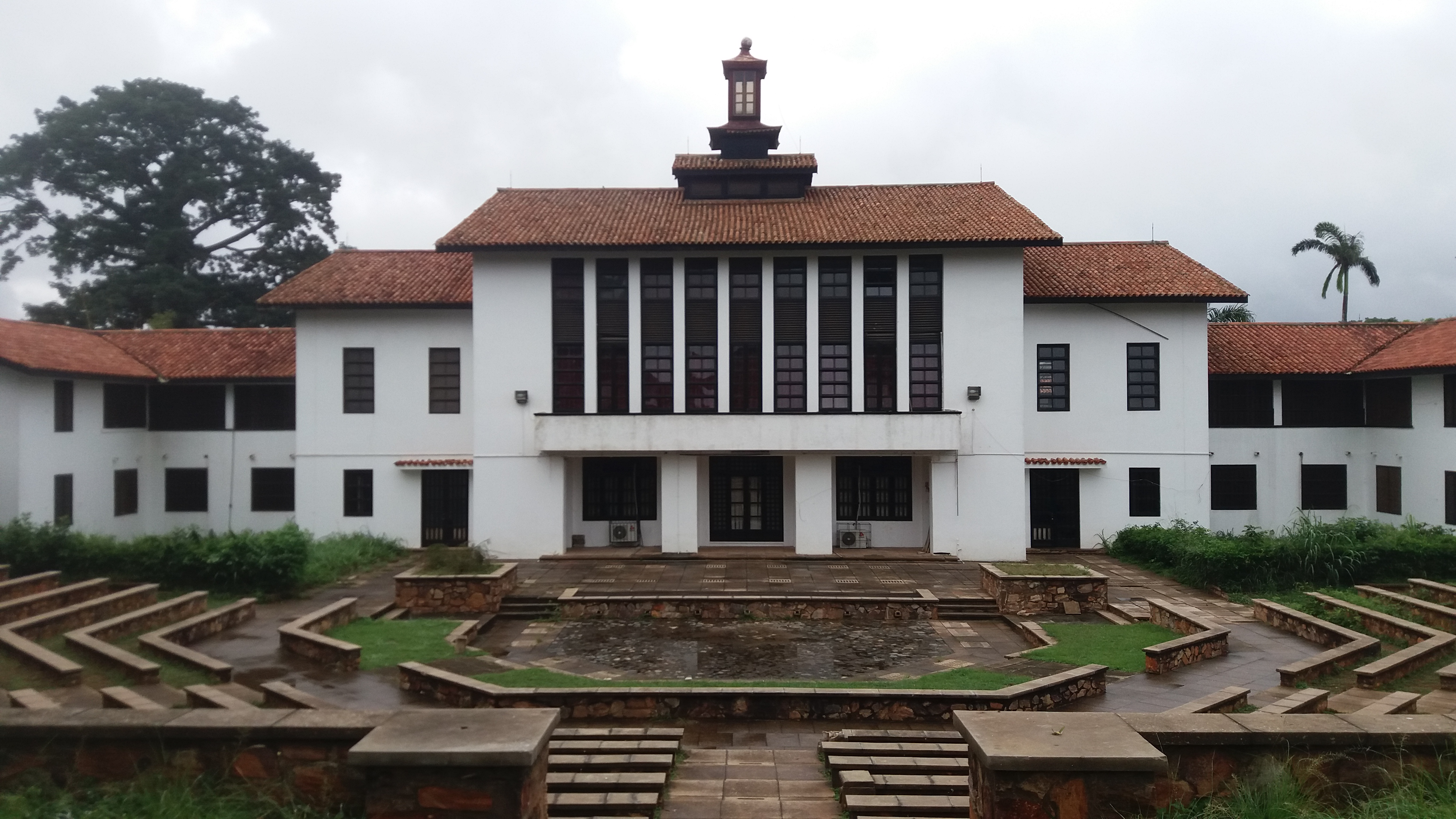
Amphithéâtre du campus d'Accra
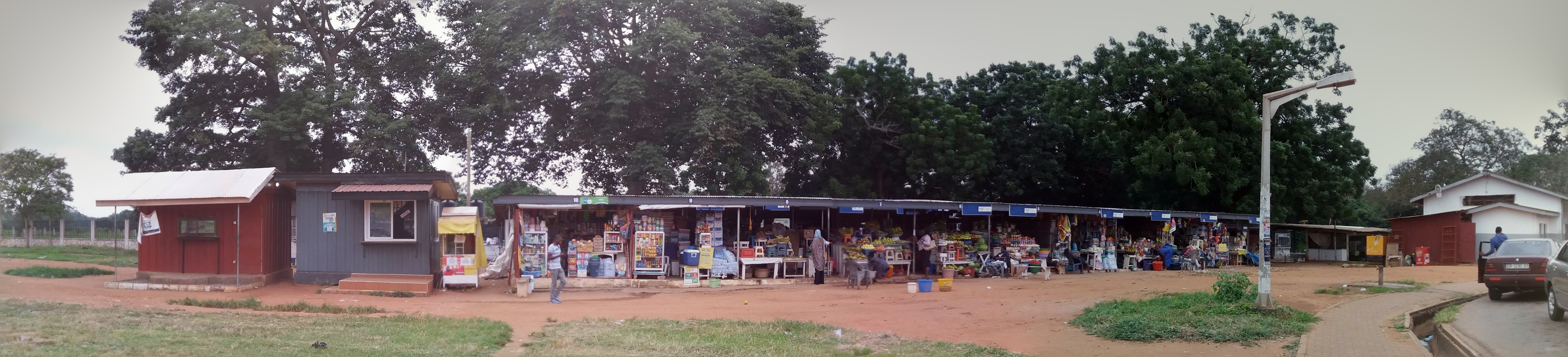
On trouve de tout au «marché de nuit» de l'Université, Accra
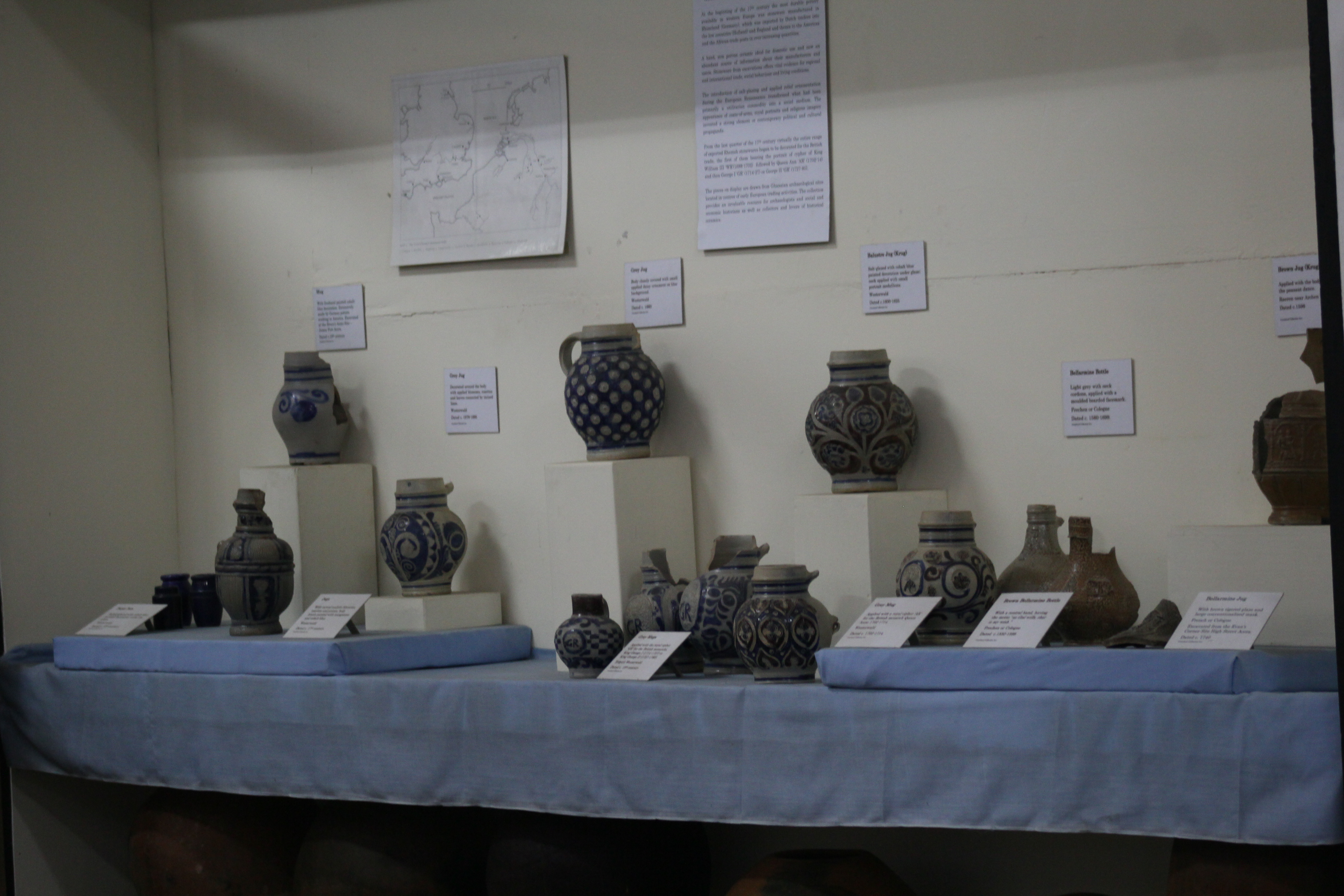
Le campus d'Accra possède un musée archéologique

### Universités privées
- À Accra: 
  - Trinity Theological Seminary, Legon (en) (depuis 1942)
  - Valley View University (en) (depuis 1979)
  - Central University (Ghana) (en) (depuis 1998)

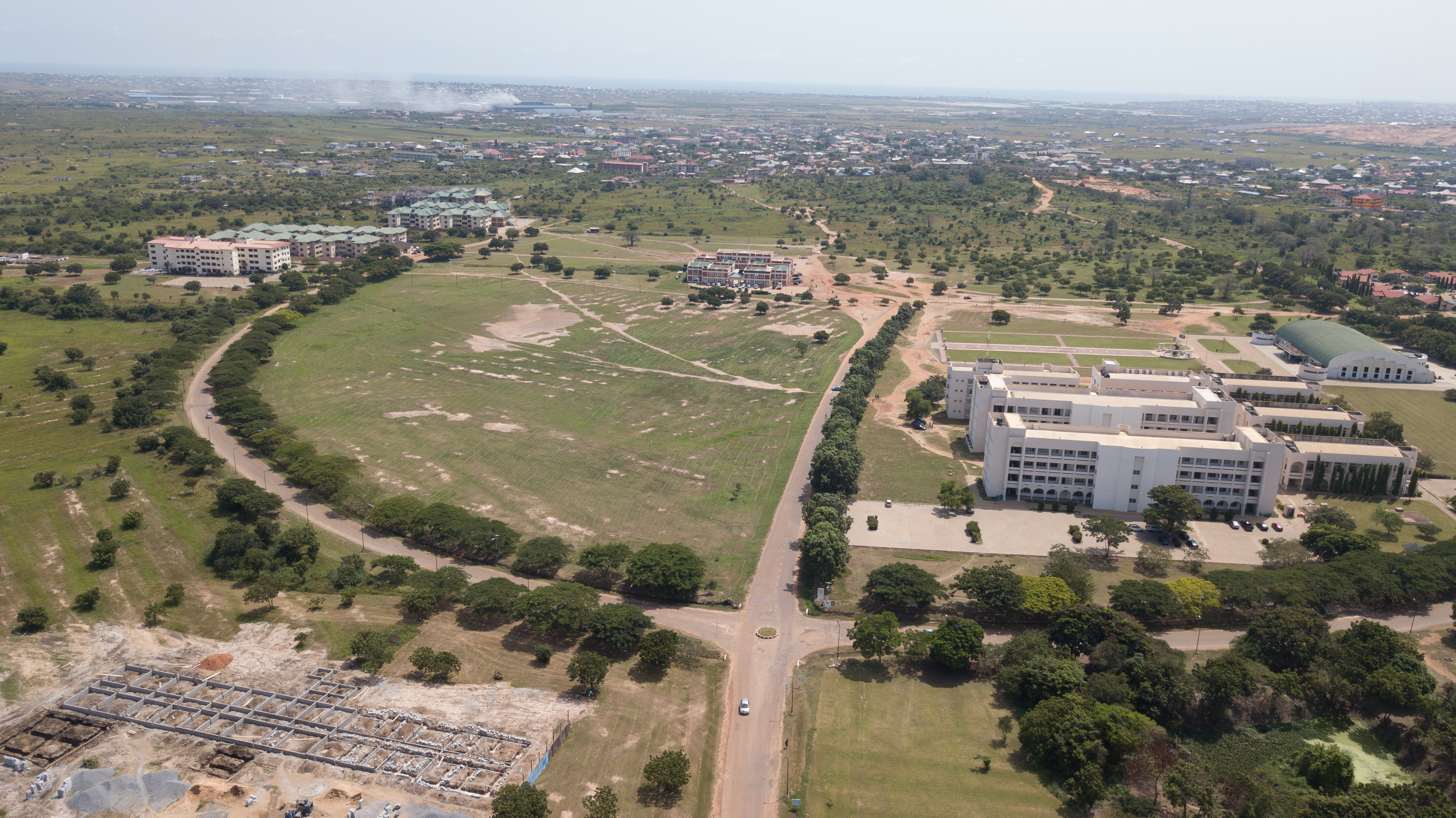
Campus en développement de l'Université centrale (Central University), Dawhenya, 2021. Université religieuse privée.
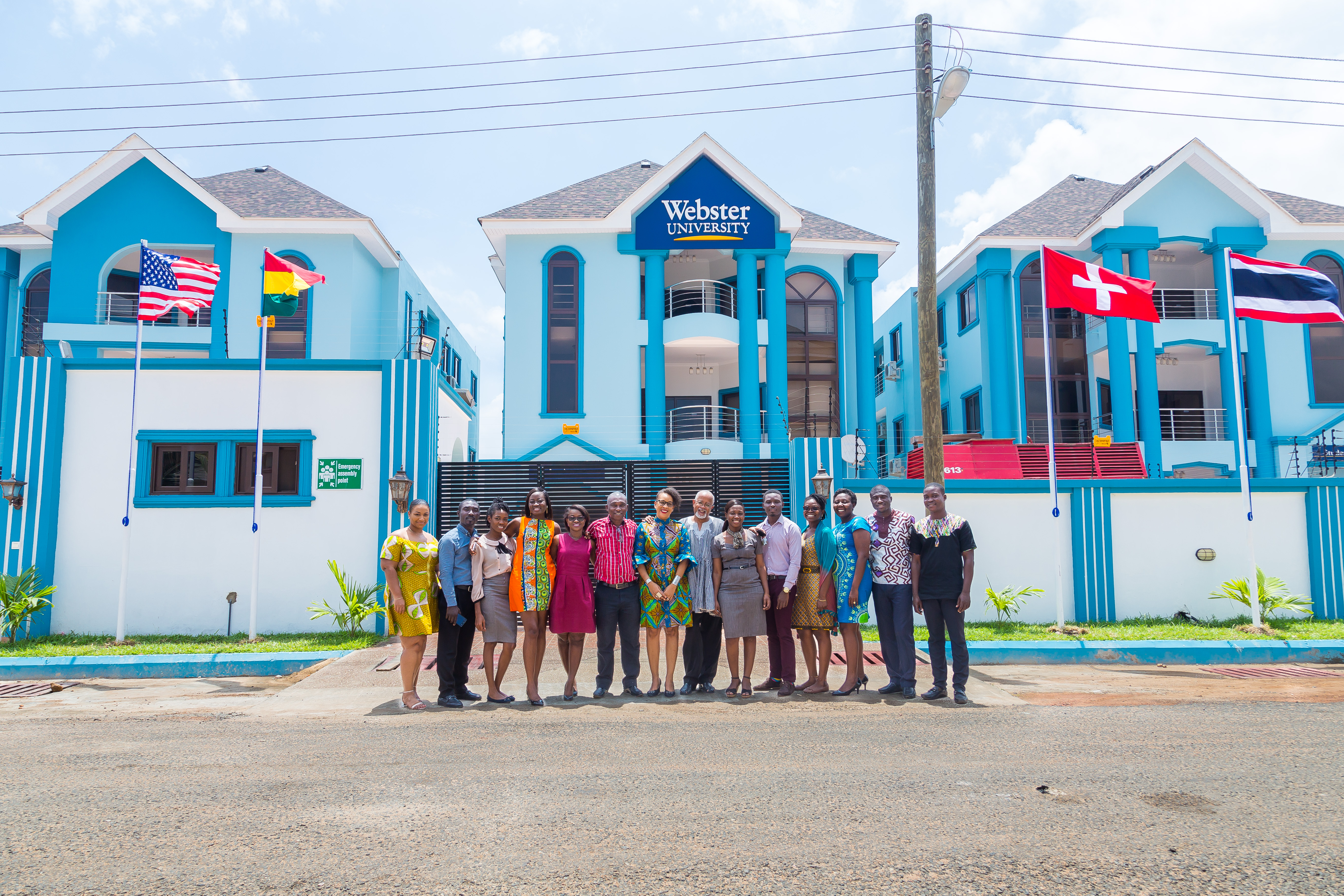
Université privée Webster, quartier Cantonments, Accra

## Éducation spécialisée
Plusieurs instituts et écoles spécialisés existent, du sud au nord du pays: 

### Public
- Ghana Armed Forces Command and Staff College (Institut de commandement et d'état-major des forces armées ghanéennes)
- Institut de journalisme du Ghana
- Institut ghanéen de gestion et d'administration publique
- Ghana Institute of Languages (en) (Institut ghanéen des langues)
- Ghana Institute of Surveying and Mapping (Institut ghanéen de topographie et de cartographie)
- Institute of Local Government Studies (en) (Institut d'études des collectivités locales)
- University of Professional Studies (en) (Université d'études professionnelles)
- Kofi Annan International Peacekeeping Training Centre
- National Film and Television Institute (en) (Institut national du cinéma et de la télévision)

### Privé
Établissements privés spécialisés:

## Langues
Le Ghana est un pays multiculturel, comportant plusieurs dizaines de langues et dialectes locaux, en plus de la seule langue officielle (l'anglais).
Ainsi, selon leur origine, les familles peuvent faire le choix de faire étudier leur enfant dans l'une des onze langues locales majeures – dont l'Asante, l'Ewe, le Fanti et l'Abron – durant les trois premières années d'enseignement primaire. Ensuite l'intégralité du cursus se fait en anglais, avec des options disponibles en français, au long du parcours secondaire et universitaire.

### Place du français
Le Ghana étant entouré de pays francophones et afin de favoriser les débouchés économiques et l'emploi, il a été décidé en 2018, par voie gouvernementale, de faire du français la deuxième langue d'éducation dans le pays.
En 2023, le français est la seule langue étrangère enseignée dans le cursus éducatif ghanéen (aux trois niveaux de scolarisation : primaire, secondaire et universitaire). Le Livre blanc du gouvernement (Education Act 778) de 2008, recommande que le français soit : 
- obligatoirement enseigné au collège dès qu’un enseignant est disponible. (Dans les faits, ce sont les directeurs d’établissement qui en font le choix ou non ; environ 10% des élèves choisissent le français au BECE (Basic Education Certificate Examination) à la fin du collège ;
- proposé en option au lycée dans les six filières existantes. Dans les années 2020, la plupart des inscrits sont issus de la filière littéraire (General Arts) et d'autres filières (commerce, sciences domestiques, arts visuels, agriculture), la filière scientifique est encore en reste. Cinq à six pourcents d’entre eux, suivant les années, choisissent l’option français au WASSCE (West African Senior School Certificate Examination). Ces statistiques, encore faibles, sont à mettre en relation avec le faible niveau de formation des professeurs de/en français et les faibles investissements publics sur ce sujet, malgré des aides et présences francophones déjà significatives, notamment l'Institut français du Ghana et les cinq Alliances françaises dans le pays (Accra, Kumasi, Cape Coast, Takoradi et Tema[27]).

D'autre part, des ONG francophones agissent activement pour favoriser l'accès à l'éducation au Ghana; on peut citer entre autres : le Fonds solidaire Valrhona (France), Collaboration Ghana-Québec (Québec), la SERV (Suisse) et l'UNESCO (international).
La formation d'enseignants est primordiale à la qualité de l'enseignement francophone au Ghana :  
- au niveau collège, des enseignants sont formés en trois ans dans les Colleges of Education (équivalent des ESPE) mais le faible nombre d’heures de pratique ne leur permet pas d’atteindre un niveau réellement satisfaisant ;
- au lycée, ils doivent être titulaires d’une licence Bachelor of Arts en français (4 à 5 ans d’université incluant 1 année d’immersion dans un pays francophone).

Quatre universités ghanéenne offrent des cursus spécialisés en français : l'Université du Ghana, Legon (Accra) ; l'Université des sciences et techniques Kwame Nkrumah, de Kumasi ; l'Université de Cape Coast et l'Université d'éducation à Winneba. Par ailleurs, trois universités offrent des cursus francophones (« non-spécialisés ») : L'université des mines et technologies, Tarkwa ; l'Université de l'énergie et des ressources naturelles à Sunyani ; l'University for Development Studies basée sur 3 campus (Tamale, Wa, Navrongo). Les futurs professionnels et enseignants s'y forment au français à visée professionnelle afin de répondre aux besoins du marché local et international et de leurs étudiants.

## Dysfonctionnements
Malgré un taux d'investissement public parmi les plus importants d'Afrique de l'Ouest, le Ghana connaît de multiples problèmes liés entre autres à l'accession à l'éducation (accessibilité, transports, frais, infrastructures manquantes, etc.) et au travail des mineurs, notamment dans le secteur cacaoyer et la pêche en zones rurales. Les efforts gouvernementaux ne semblent pas particulièrement portés sur la réduction du travail illégal des mineurs (exploitations industrielles ou sexuelles) : en 2019, 13% (près d'un million) des enfants en âge d'être scolarisés étaient exploités pour leur main d'œuvre ou des services sexuels.
De plus, l'environnement scolaire n'est généralement pas propice à l'apprentissage : à cause d'une démographie très dynamique (3,9 enfants par femme) et d'un taux de mortalité infantile en déclin régulier (44 sur 1000 au début des années 2020), le système scolaire est en constante saturation et la plupart des classes sont surchargées. D'après l'UNICEF, les infrastructures d'éducation restent faibles en dehors des grands centres urbains et les installations d'eau potable et d'assainissement sont encore inadéquates ; par ailleurs, les enseignants formés et les manuels scolaires font encore défaut. En général, la qualité médiocre de l'enseignement se reflète par la suite dans les résultats des élèves.
Les enfants handicapés sont aussi confrontés à des difficultés plus grandes et les adolescentes n'ont souvent pas la possibilité d'achever leurs études secondaires, notamment à cause de situations financières, maritales ou familiales difficiles.
Aussi, les gouvernements successifs ne semblent pas prendre la pleine mesure des besoins dans ces domaines et l'on observe une diminution (plutôt qu'une augmentation indispensable) du budget de l'Éducation nationale dans le budget total de l'état entre 2009 et 2018 à la faveur d'une privatisation accrue à tous les niveaux éducatifs.

## Aide internationale

### Organisations internationales
Absolute Return for Kids (« Ark ») est une organisation britannique qui conseille le gouvernement ghanéen sur la privatisation de certaines écoles.
Education Outcomes Fund (EOF) est aussi une organisation non gouvernementale mise en avant lors de possibles réformes de l'éducation. L'inclusion de cette organisation au décisions gouvernementales dans le futur du système éducatif fut critiquée par des syndicats d'enseignants ghanéens en 2018 : « cibler les acteurs non étatiques ne peut que favoriser la commercialisation et la marchandisation de l'éducation, légitimer les activités lucratives au sein de ce secteur et affaiblir les efforts visant à renforcer et élargir l'éducation de qualité gratuite, inclusive et équitable pour toutes et tous, conformément à l’ODD 4.»
Sur demande du Ministère ghanéen de l'éducation l'ONG britannique Education Partnership Group maintient une collaboration rapprochée avec le Ministère et le gouvernement dans l'application de réductions budgétaires et de privatisations du système éducatif ghanéen depuis 2017.
Par ailleurs, des associations, fondations ou autres ONG participent à la construction de centres éducatifs (écoles, collèges, universités, centres de formation professionnelles, etc.) sur fonds privés majoritairement européens et américains. On peut citer, par exemple : le Fonds solidaire Valrhona (France), Collaboration Ghana-Québec (Québec), la SERV (Suisse) et l'UNESCO (international).